# Piazza dell'Annunziata
La piazza dell'Annunziata si trova a Venaria Reale e risale, come tutto il borgo, alla seconda metà del XVII secolo: il primo architetto di corte Amedeo di Castellamonte, aveva concepito questo spazio come un'area che interrompesse il lungo rettilineo della via Maestra (attuale via Mensa), formandone due tratti. Lo scopo architettonico era quello di creare una tappa scenografica d'effetto prima della visuale finale sulla reggia di Venaria Reale.
La piazza è dedicata all'Annunciazione di Maria, come raffigurano le due statue poste sulle colonne erette al centro dei semicerchi che la compongono. Inoltre la sua forma particolare ricorda il medaglione centrale del Collare dell'Annunziata, simbolo di uno dei più antichi e prestigiosi ordini cavallereschi.